# Прилучная (приток Енисея)
Прилучная (Оленья) — река в Таймырском Долгано-Ненецком районе Красноярского края, левый приток Енисея.
Длина реки — 12 километров, исток находится в одном из бесчисленных безымянных малых озёр в каменистой тундре. Течёт вначале на север, в средней части сворачивает на восток, в нижнем течении — на северо-восток, многочисленные мелкие притоки Прилучной названий не имеют. Впадает в Енисей в урочище Потаповский наволок, напротив мыса Носок, в 529 км от устья.
По данным государственного водного реестра России относится к Енисейскому бассейновому округу. Код водного объекта — 17010800412116100106275.